# ベンサレム
ベンサレム（Bensalem）とは、哲学者、政治家のフランシス・ベーコンの遺稿『ニュー・アトランティス』に登場する、架空の理想郷である。ベンセレムとも。

## 立地
太平洋上にある島の上に存在する。隔絶された孤島だが、世界を跋渉した経験豊富なソロモン館の賢者たちから提供される情報により、科学技術の水準は高く、住民達も世界情勢に通暁している。

## 作中での描写
ペルーから日本へ向かう船が強風に見舞われ、食糧不足と船内に蔓延した病気によって万事休すという状況になった時、水平線上に忽然と現れる。
ベンサレムに漂着した人々の多くは、技術、民度の高さ、環境の良さから、そのまま定住することを望んだ。定住せずに帰った人々はベンサレムについて周囲に話して聞かせたが、誰も真実とは解釈しなかった。

## 関連書籍
- ベーコン 『ニュー・アトランティス』 川西進訳、岩波書店〈岩波文庫〉、2003年12月。ISBN 978-4-00-336174-0。